# Стерпул Яків Логвинович

Я́ків Ло́гвинович Сте́рпул (20 травня 1913 — 25 січня 1972) — радянський військовик, в роки Другої світової війни — автоматник 289-го гвардійського стрілецького полку 97-ї гвардійської стрілецької дивізії 5-ї гвардійської армії, гвардії рядовий. Повний кавалер ордена Слави.

## Життєпис
Народився у містечку Захарівка, волосному центрі Тираспольського повіту Херсонської губернії Російської імперії (нині — селище міського типу, адміністративний центр Захарівського району Одеської області), у селянській родині. Українець. Закінчив 5 класів школи. Працював у колгоспі.
До лав РСЧА призваний у липні 1941 року. Як артилерист-розвідник, брав участь в обороні Одеси. У жовтні того ж року був важко поранений, знепритомнів. Опинився на окупованій ворогом території. Вдруге був призваний у квітні 1944 року. Воював на 2-му та 1-му Українських фронтах.
У ніч на 31 жовтня 1944 року поблизу населеного пункту Яблониця (Польща) гвардії рядовий Я. Л. Стерпул, діючи у складі розвідувальної групи, отримав завдання знищити ворожий кулемет, що заважав розвідникам захопити «язика». Непомітно наблизившись до вогневої позиції ворога, автоматною чергою знищив німецького солдата біля кулемету, а потім, відволікаючи увагу супротивника, кинув у ворожу траншею три гранати. Тим часом основна частина розвідгрупи дещо правіше увірвалась у розташування ворога і захопила двох полонених.
У ніч на 24 листопада 1944 року в районі населеного пункту Котушув (Польща) гвардії рядовий Я. Л. Стерпул, діючи у складі групи захоплення, першим увірвався до ворожої траншеї, закидав супротивника гранатами, з допомогою товаришів захопив кулеметника і доставив його у штаб полку. Під час виходу знищив 5 солдатів супротивника. 17 грудня того ж року під прикриттям темряви і дощу у складі розвідувальної групи дістався ворожих позицій. Помітивши офіцера, який давав розпорядження солдатам, гвардії рядовий Я. Л. Стерпул стрибнув у траншею, збив офіцера з ніг і, з допомогою товаришів, скрутив його.
27 січня 1945 року, перебуваючи з групою бійців у ворожому тилу поблизу населеного пункту Розенхайн (Польща), гвардії рядовий Я. Л. Стерпул взяв участь у засідці на автоколону супротивника. Користуючись темрявою, гвардійці несподівано атакували ворога, закидали їх гранатами і розстріляли зі стрілецької зброї. На полі бою залишились знищеними 2 автомашини, трактор-тягач і до 50 солдатів супротивника.
Демобілізований у 1945 році. Мешкав у місті Кіровськ Ворошиловградської області (нині — місто Голубівка Луганської області). Працював вантажником на фабриці.

## Нагороди
Нагороджений орденами Слави 1-го (27.06.1945), 2-го (23.12.1944) та 3-го (07.11.1944) ступенів і медалями.